# Paraplacidellus conjugatus
Paraplacidellus conjugatus är en insektsart som beskrevs av Zhang, Wei och Shen 2002. Paraplacidellus conjugatus ingår i släktet Paraplacidellus och familjen dvärgstritar. Inga underarter finns listade i Catalogue of Life.